# Грасс (округ)
Округ Грасс (фр. Arrondissement de Grasse) — округ у Франції, в департаменті Приморські Альпи. 2023 року округ об'єднував 62 муніципалітети, населення становило 570 603 особи.
Адміністративний центр (супрефектура) — Грасс.

## Муніципалітети
Список муніципалітетів округу та їхні коди INSEE:
1. Аміра (06002)
2. Андон (06003)
3. Антіб (06004)
4. Безоден-лез-Альп (06017)
5. Бйот (06018)
6. Бріансонне (06024)
7. Буїон (06022)
8. Валлоріс (06155)
9. Вальбонн (06152)
10. Вальдерур (06154)
11. Ванс (06157)
12. Вільнев-Лубе (06161)
13. Гар (06063)
14. Гатьєр (06064)
15. Грасс (06069)
16. Греольєр (06070)
17. Гурдон (06068)
18. Еглен (06001)
19. Ескраньоль (06058)
20. Кабрі (06026)
21. Кай (06028)
22. Канни (06029)
23. Кань-сюр-Мер (06027)
24. Каррос (06033)
25. Коллонг (06045)
26. Консегюд (06047)
27. Коссоль (06037)
28. Курм (06049)
29. Курсегуль (06050)
30. Ла-Год (06065)
31. Ла-Коль-сюр-Лу (06044)
32. Ла-Рокетт-сюр-Сьянь (06108)
33. Ле-Бар-сюр-Лу (06010)
34. Ле-Брок (06025)
35. Ле-Канне (06030)
36. Ле-Ма (06081)
37. Ле-Мюжуль (06087)
38. Ле-Руре (06112)
39. Ле-Тіньє (06140)
40. Ле-Ферр (06061)
41. Мандельє-ла-Напуль (06079)
42. Муан-Сарту (06084)
43. Мужен (06085)
44. Опйо (06089)
45. Орибо-сюр-Сьянь (06007)
46. Пегома (06090)
47. Пейменад (06095)
48. Рокстерон-Грасс (06107)
49. Рокфор-ле-Пен (06105)
50. Саллагриффон (06131)
51. Сен-Вальє-де-Тьє (06130)
52. Сен-Жанне (06122)
53. Сен-Лоран-дю-Вар (06123)
54. Сен-Поль-де-Ванс (06128)
55. Сен-Сезер-сюр-Сьянь (06118)
56. Сент-Обан (06116)
57. Серанон (06134)
58. Сіп'єр (06041)
59. Сперасед (06137)
60. Теуль-сюр-Мер (06138)
61. Турретт-сюр-Лу (06148)
62. Шатонеф-Грасс (06038)